# Quattro donne nella notte
Quattro donne nella notte è un film del 1954 diretto da Henri Decoin.
È liberamente ispirato al romanzo Bonnes à tuer di Patricia McGerr.

## Trama
Larry, un uomo dal torbido passato, invita nel suo appartamento a Parigi quattro donne: Costance, la prima moglie; Vera, la seconda moglie; Cécile, l'attuale fidanzata con cui deve convolare a nozze a breve (tra l'altro incinta di un altro uomo); e Maggie, un'amante.
L'uomo finisce ucciso da una delle quattro donne, precipitando dal balcone di casa sua. La polizia deve scoprire se si è trattato di un incidente o di un omicidio.